# Otilio Montaño

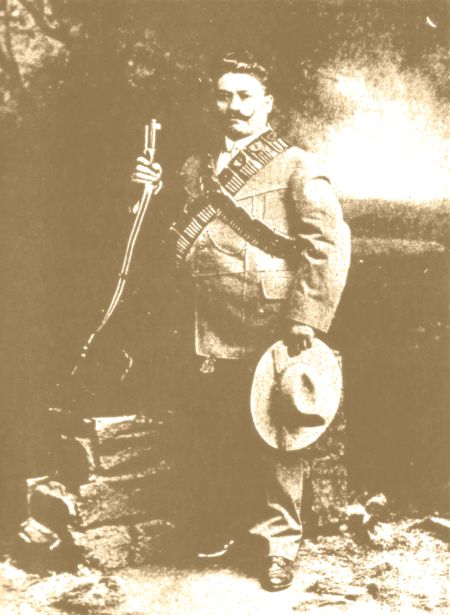
Otilio Montaño

Otilio Eduardo Montaño Sánchez (Ayala, 13 december 1877 - Tlaltizapán, 10 mei 1917) was een Mexicaans revolutionair en onderwijzer.
Montaño was afkomstig uit de deelstaat Morelos. Hij werd schoolmeester en las werken van anarchistische auteurs, die hij aan de revolutionair Emiliano Zapata introduceerde. In 1911 sloot Montaño zich aan bij het Bevrijdingsleger van het Zuiden (ELS) van Zapata, en poogde vergeefs een breuk tussen Zapata en de nieuwe liberale president Francisco I. Madero te voorkomen. Montaño was een van de opstellers van het plan van Ayala.
In 1914 werd Montaño door Zapata aangewezen tot de voorzitter van de Zapatistische delegatie op de Conventie van Aguascalientes, doch Montaño liet wegens ziekte verstek gaan. Wel diende hij enige tijd als conventionistisch minister van onderwijs onder president Francisco Lagos Chazaro.
In 1917 werd Montaño door de Zapatisten gefusilleerd omdat hij deel zou hebben genomen aan een rebellie tegen Zapata.